# Rodica Ciorănică
Rodica Ciorănică (n. 25 martie 1976, Tartaul, Cantemir, RSS Moldovenească) este o editoare, autoare, jurnalistă și scriitoare română din Republica Moldova. Este fondatoarea revistelor VIP Magazin (2004) și Red by Rodica Ciorănică (2018).

## Biografie
Începând cu anul 2007, jurnalista a avut propria sa emisiune la postul TV Pro TV Chișinău și mai târziu la Prime TV. A prezentat și emisiunea O Seară Perfectă de la Acasă TV (fostul Pro 2).
Rodica Ciorănică este redactorul-șef al revistei VIP Magazin care dezvoltă proiecte inedite pe piața media din Republica Moldova: „Omul anului”, „Top branduri”, „Femei” ș.a.. În anul 2014, Rodica Ciorănică a fondat o nouă revistă în domeniul design și arhitectură - „Casa Mia”, redenumită în „Design Cafe & Club by Casa mia” din iunie 2017.
Totodată, în 2018, jurnalista a debutat și cu revista de lifestyle „Red by Rodica Ciorănică”. Publicația este despre personalități interesante din Moldova și din exterior, care au cu ce să cucerească publicul. Stilul de viață, moda, călătoriile și sănătatea sunt câteva dintre subiectele cel mai des abordate. Revista apare lunar, în format print și onine. Fiecare nouă ediție a acesteia este lansată printr-un eveniment.
Din 9 mai, anul 2021, Rodica Ciorănică este autoarea și prezentatoarea emisiunii „13 cu Rodica Ciorănică”. Aceasta reprezintă un ciclu de interviuri cu personalități marcante din Republica Moldova și România. „13 cu Rodica Ciorănică” este difuzată în fiecare duminică la canalul TV8.
- Premiul „Managerul anului 2007” oferit de Centrul Independent de Jurnalism și Comitetul pentru Libertatea Presei
- Premiul „Speranța anului în jurnalism”, oferit de CIJ, 1998
- Premiul VIP 2004 pentru „Cel mai reușit debut în presa scrisă”,
- Premiul „Iurie Matei” pentru Jurnalism, 2006.[6]